# 井伊谷三人眾
井伊谷三人眾（羅馬字：Īnoyasanninshū）是在永祿11年（1568年）末德川家康進攻遠州之際，由今川氏真一方投向德川方的近藤康用、菅沼忠久、鈴木重時三人。
由於領有遠州濱名湖沿岸的領主們都對今川氏有較強的忠誠心，家康認為他們會對遠江侵攻造成障害。因此在事前命令東三河的菅沼定盈進行懷柔工作，定盈與同族的菅沼忠久接觸，忠久亦說服親戚鈴木重時，連近藤康用都降服。
於是家康率領三河主力軍從強固的濱名湖西岸開始向防備被削弱的井伊谷進軍，並成功迅速攻下曳馬城。
這3人受家康的命令，後來被編到德川四天王之一的井伊直政配下。